# Distichoselinum
Distichoselinum là chi thực vật có hoa trong họ Apiaceae.

## Hình ảnh

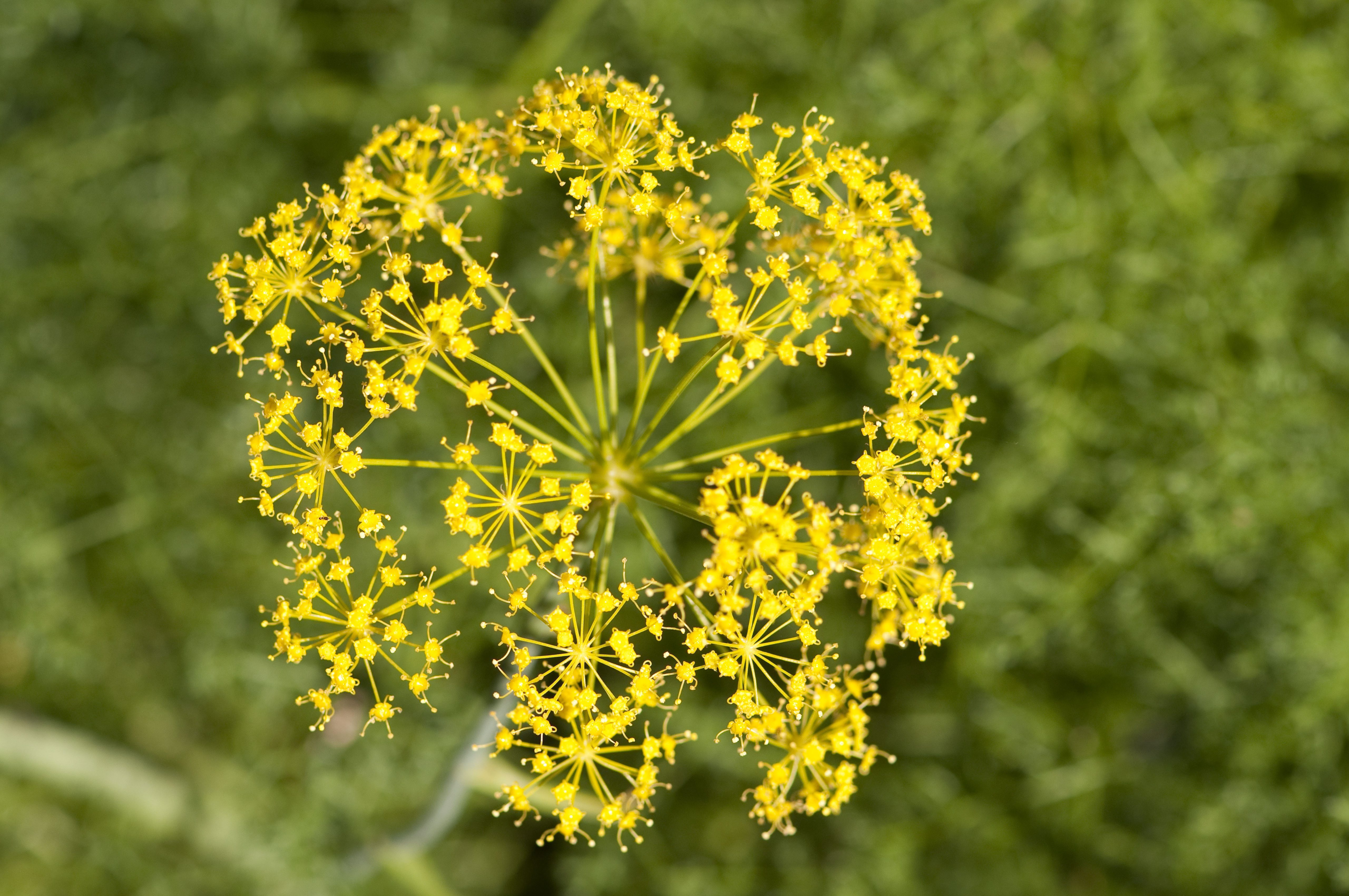
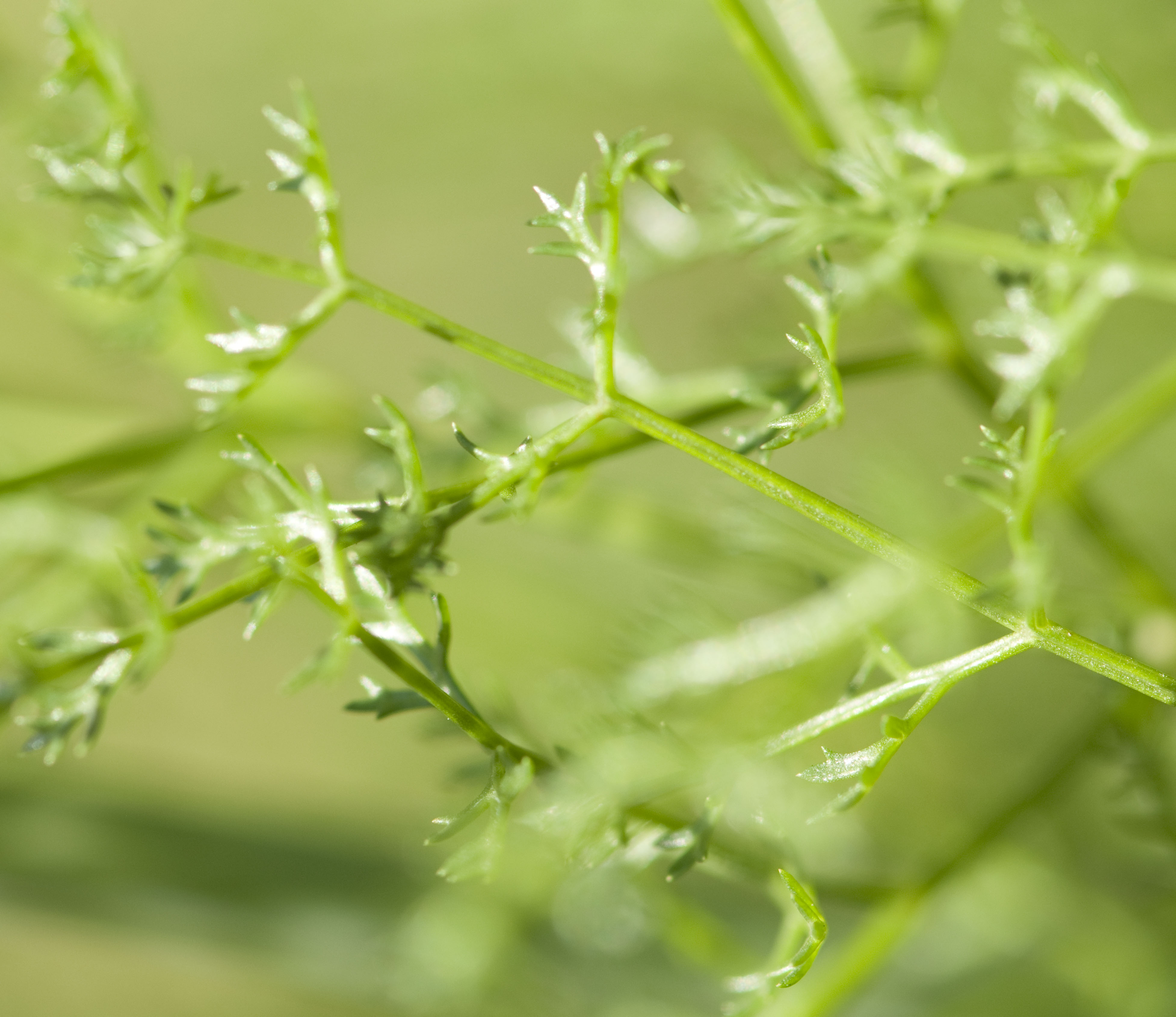